# سرزمین آتش (آذربایجان)

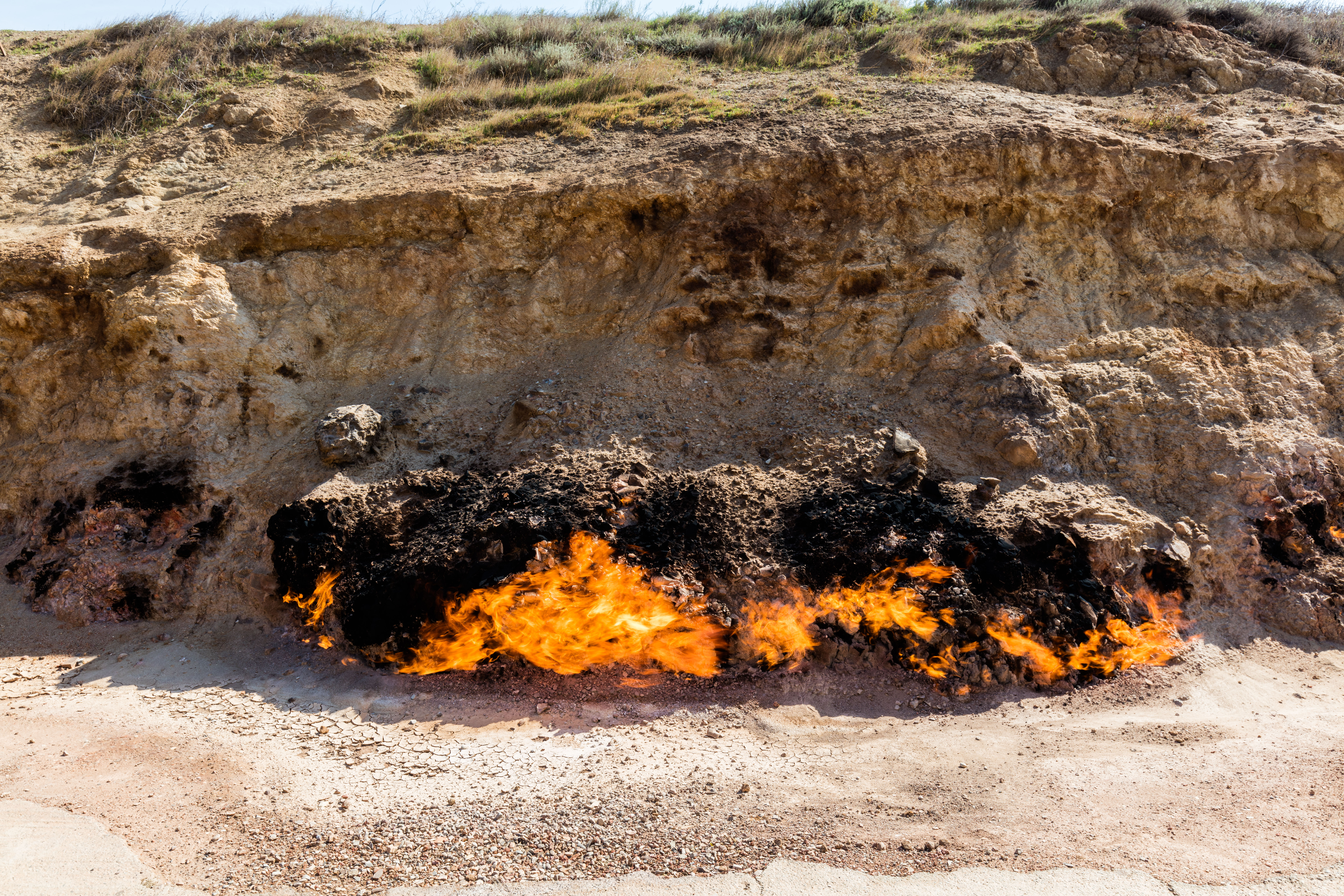
آتش گاز طبیعی در یانارداغ، باکو، آذربایجان.

سرزمین آتش (ترکی آذربایجانی: Odlar Yurdu) شعار پذیرفته‌شده جمهوری آذربایجان است.

## توسعه تاریخی و سیاسی
گمان می‌رود ریشه‌شناسی این عبارت مربوط به آتروپات است که بر منطقه آتورپاتکان (آذربایجان ایران کنونی) حکومت می‌کرد. نام «آتروپات» خود برگردان یونانی یک نام ترکیبی ایرانی باستان، احتمالاً مادی، به معنی «محافظت‌شده توسط آتش (مقدس)» یا «سرزمین آتش (مقدس)» است. نام یونانی توسط دیودور سیسیلی و استرابون ذکر شده‌است. در طول هزاره‌ها، این نام به آتورپاتاکان و سپس به آذربادگان، آذربایگان و آذربایجان کنونی تبدیل شد. این واژه در فارسی نو به «نگهبان آتش» یا «سرزمین آتش» قابل ترجمه است.
برخی از منتقدان استدلال کرده‌اند که این عبارت اشاره به سوزاندن طبیعی ذخایر نفتی سطحی یا آتش‌سوزی‌های نفتی در آتشکده‌های زرتشتی که زمانی دین غالب بود، است.
نماد این واژه به‌طور گسترده در بسیاری از زمینه‌ها استفاده می‌شود، مانند نشان ملی جمهوری آذربایجان که حاوی تصویر آتش در مرکز یک ستاره هشت پر در پس زمینه رنگ‌های پرچم جمهوری آذربایجان است.

## استفاده تبلیغاتی

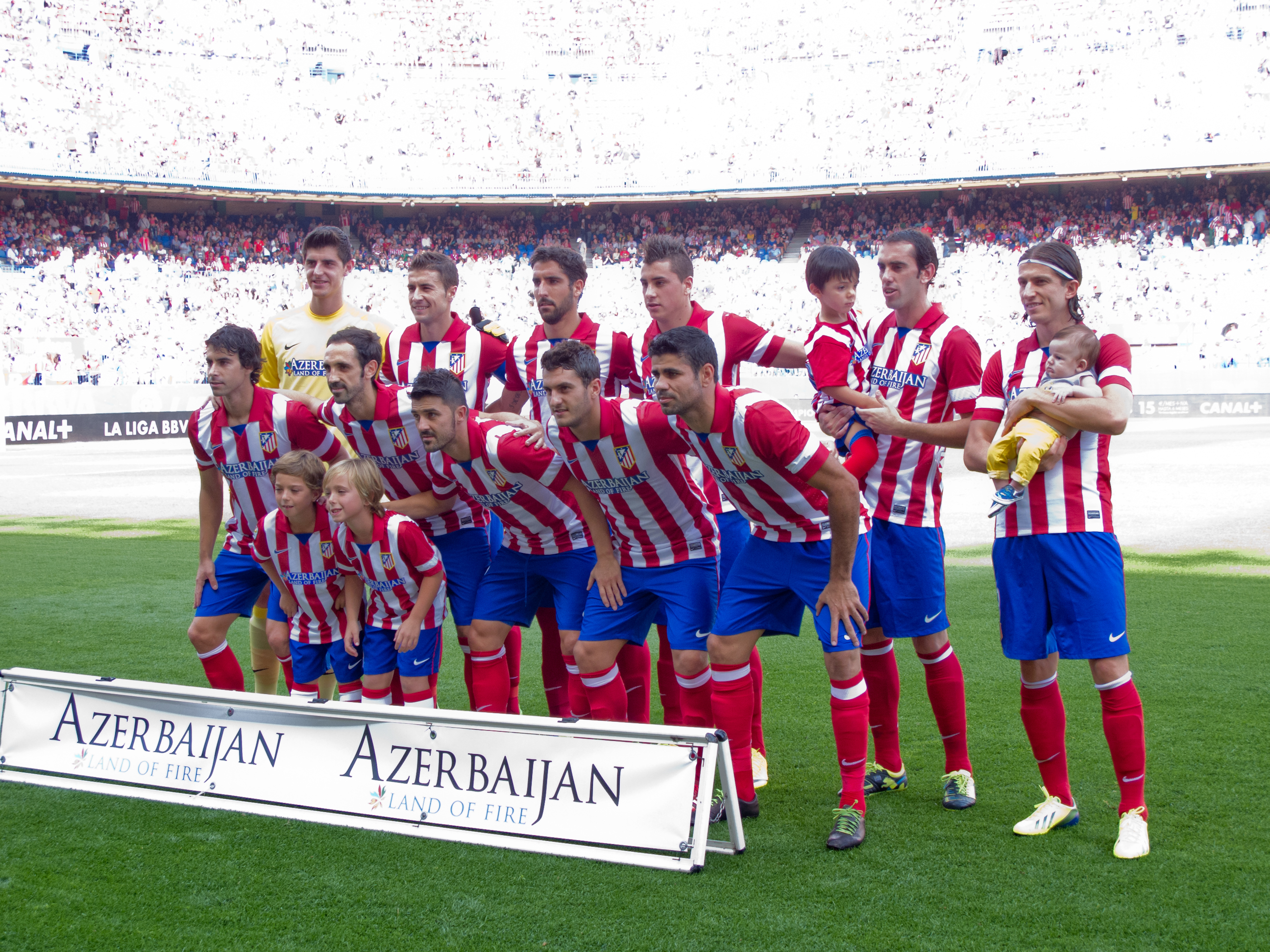
بازیکنان اتلتیکو با کیت‌هایی که روی آن نوشته شده «سرزمین آتش آذربایجان»

پس از استقلال جمهوری آذربایجان از اتحاد جماهیر شوروی، این عبارت به عنوان یک کارزار گردشگری برای معرفی کشور به عنوان یک مقصد گردشگری و به عنوان مکانی برای صنعت مورد استفاده قرار گرفت. این عبارت در بسیاری از تبلیغات گردشگری ظاهر شد که قابل‌توجه‌ترین آن‌ها در پیراهن‌های اتلتیکو مادرید در فصل‌های ۲۰۱۲–۱۳ و ۲۰۱۳–۱۴ بود. در سال ۲۰۱۴، این عبارت روی پیراهن‌های شفیلد ونزدی و لانس قرار بود ظاهر شود، اما این کار پس از لغو خرید باشگاه‌ها توسط حافظ محمدوف، تاجر آذربایجانی، انجام نشد.
شعار «آتش را روشن کن!»، که برای تبلیغ مسابقه آواز یوروویژن ۲۰۱۲ در باکو برگزار شد، بر اساس مفهوم «سرزمین آتش» بود.

## در زبان‌های اروپایی
عبارت «سرزمین شعله‌ها» منشأ نام ادبی جمهوری آذربایجان در تعدادی از زبان‌های اروپایی، مانند Страна Огней («کشور آتش») در روسی است.